# Burlescombe
Burlescombe är en ort och civil parish i Storbritannien.   Den ligger i grevskapet Devon och riksdelen England, i den södra delen av landet, 230 km väster om huvudstaden London. Burlescombe ligger 138 meter över havet och antalet invånare är 911.
Terrängen runt Burlescombe är platt norrut, men söderut är den kuperad. Runt Burlescombe är det ganska tätbefolkat, med 160 invånare per kvadratkilometer. Närmaste större samhälle är Taunton, 17,1 km nordost om Burlescombe. Trakten runt Burlescombe består i huvudsak av gräsmarker.